# Kadolec
Kadolec (in tedesco Kadoletz) è un comune ceco situato nel distretto di Žďár nad Sázavou, nella regione di Vysočina.